# BellSouth
BellSouth Corporation fue una compañía estadounidense de telecomunicaciones. Su casa matriz se encontraba en Atlanta, Georgia. BellSouth fue una de las siete originales compañías regionales operadas por Bell, después de que el Departamento de Justicia de los EE. UU. forzara a la American Telephone and Telegraph Company a dividirse en compañías regionales el 1 de enero de 1980.
En una fusión anunciada el 5 de marzo de 2006 y realizada el 29 de diciembre de 2006, la empresa AT&T Inc. adquirió BellSouth por $86 millares de dólares, (1325 acciones de AT&T por cada acción de BellSouth). La compañía combinada mantiene el nombre AT&T. La fusión consolida la pertenencia de Cingular Wireless y Yellowpages.com emprendidas entre BellSouth y AT&T.
Al completarse la fusión, el nombre wireless services previamente propuesta por Cingular wireless ahora es llamado bajo el nombre AT&T. Además BellSouth fue formalmente convertido en AT&T South, así Bell Operating Company estará negociando como AT&T Southeast y podría dejar de negociar bajo el nombre de BellSouth en el segundo o tercer trimestre del 2007.
Bellsouth fue la última de las compañías regionales operadas por Bell que mantuvo el nombre original de la corporación antes de 1984 cuando AT&T quebró. También fue la única en retener el logo de Bell. Cincinnati Bell, una franquicia independiente del sistema de Bell no formaba parte de AT&T cuando esta quebró y continuó activamente usando el nombre "Bell", pero el logo fue omitido por una advertencia a mediados del 2006. Verizon aún usa el logo Bell en cabinas telefónicas y en la parte trasera de sus camiones, pero no como un logo principal. Malheur Bell, una empresa particular, pero separada de las operaciones subsidarias de Qwest Corporation, continúa usando el logo, y es actualmente la última entidad aceptada por AT&T para continuar usando el logo Bell.

## Organización y servicios
Las compañías operarias de teléfonos Southern Bell con base en Atlanta y South Central Bell con base en Birmingham, Alabama se fusionaron en 1992 para operar bajo el nombre de BellSouth Telecommunications. Una parte de los servicios de la compañía se le conoció como BellSouth Services y fue creada para proporcionar funciones centralizadas tales como ingeniería e información tecnológica para Southern Bell y South Central Bell. Los servicios suministrados para el área de operación de BellSouth incluyeron los servicios de telefonía y DSL/Dial-Up Internet en los Estados de Alabama, Florida, Georgia, Kentucky, Luisiana, Misisipi, Carolina del Norte, Carolina del Sur y Tennessee. El servicio de Televisión satelital es proporcionado en asociación con DirecTV. Cable television es suministrado en mercados limitados como BellSouth Entertainment Americast.
El centro de operaciones de la compañía se mantiene en Atlanta y Birmingham. Otros centros de operaciones están en Birmingham, Miami, Atlanta, Louisville, New Orleans, Jackson, Charlotte, Columbia, y Nashville.
BellSouth está comprendido en dos importantes áreas, wireless y Ancho de banda. Un 40% esta en conjunto con AT&T (anteriormente SBC) en E.U.A wireless telephone está proveído por Cingular Wireless proveedor que tiene un alto porcentaje en los ingresos de BellSouth. El continuo incremento de Ancho de banda, la penetración y aplicación en los consumidores es la clave de la compañía. Esas actividades están consolidándose en parte por la venta de operaciones en Latinoamérica.
BellSouth es la única de las "Pequeñas Bell" que no operó cabinas telefónicas. Pero en 2003, las operaciones de cabinas telefónicas de BellSouth fue discontinuado porque era infructuoso, para darle paso al incremento de los teléfonos celulares. Cincinnati Bell tomo los lugares de BellSouth para las casetas telefónicas en el norte de territorio de BellSouth; otros independientes tienen además en el sur. 
Bell south también tuvo presencia en Nicaragua y fue la primera empresa que llevó al país la tecnología celular utilizando la tecnología TDMA. Después fue comprada por Telefónica bajo la marca Movistar Nicaragua, quienes introdujeron la tecnología GSM y más tarde la tecnología 3G.

## Operaciones internacionales
BellSouth también tuvo operaciones en los mercados de Australia, Chile, Panamá, Nicaragua, Perú, Colombia, Ecuador, Venezuela y Nueva Zelanda.:
- La empresa opera en Australia bajo el nombre de BellSouth Australia Pty Limited. En Nueva Zelanda, la empresa estaba presente bajo el nombre de BellSouth New Zealand Limited de 1993 hasta 1998, cuando fue adquirida por Vodafone. Es la competencia de Telecom New Zealand.
- En Colombia, operó como Bellsouth Colombia volviéndose en una de las más grandes compañías de telefonía móvil del país, hasta principios de 2005, cuando la multinacional española Telefónica adquirió la marca y la convirtió en Movistar.[1]
- En Ecuador, operó como BellSouth Ecuador hasta 2005, cuando la multinacional española Telefónica adquirió la marca y la convirtió en Movistar. Era la segunda operadora de telefonía móvil más grande del país.
- En Perú, tuvo presencia tras la adquisición de la compañía peruana Tele 2000 en 1996. En mayo de 1999, Tele 2000 cambia de nombre comercial a BellSouth. Al inicio, la empresa estaba involucrada dentro del mercado de telefonía fija y telefonía móvil, pero después se retiró del mercado de telefonía fija. En 2003 fue la primera operadora en lanzar la telefonía móvil 3G en el Perú. Tras una advertencia por promover un monopolio en el sector telecomunicaciones,[2]en abril de 2005, BellSouth Perú fue absorbida por la española Telefónica y todos sus clientes pasaron a ser parte de Movistar.[3]
- En Nicaragua, la filial local fue comprada por Telefónica y también se convirtió en Movistar. En este país, Bellsouth utilizaba tecnología TDMA y Movistar introdujo la recién salida (en ese entonces) tecnología GSM.
- En Venezuela, la filial local TELCEL Bellsouth fue comprada por Telefónica en el 2005, y también se convirtió en Movistar.

## Administración
- Presidente y CEO: F. Duane Ackerman
- Vicepresidente y Presidente de Mecadotecnia : Richard A. Anderson
- Presidente y COO: Mark Fiedler
- Jefe de información, E-Commerce and Security Officer: Fran Dramis